# Martin Johanson
Martin Samuel Johanson, född 11 maj 1892 i Adolf Fredriks församling, Stockholm, död 19 februari 1956 i Gustav Vasa församling, Stockholm, var en svensk tonsättare och organist.

## Biografi
Johanson föddes 1892 i Stockholm. Han blev 1950 organist i Klara församling och efterträdde Gustaf Hägg. Johanson började hösten 1950 med lunchmusik i Sankta Klara kyrka. Under Johansons tid i församlingen anställdes 1929 kantorn och tonsättaren Hugo Hammarström i församlingen. Johanson avled 1956 i Stockholm.

## Orgelverk
- Vid Betlehem. Publicerad i Organistens favoritalbum 1916.[3]
- Jubelmarsch. Publicerad i Organistens favoritalbum  1916.[3]